# Galipote
|  | No s'ha de confondre amb Galipot. |

El Galipote, també anomenat Zángano o Lugarú, és un personatge llegendari dominicà, oriünd de San Juan de la Maguana, que probablement remunta els seus orígens entre els segles xvii i xviii.
Es tractava d'un ésser mític caracteritzat per l'habilitat de transformar-se en diferents animals i objectes inanimats (com arbres o pedres), a més de gaudir d'una força atroç i d'immunitat contra les armes de foc. Es deia que solia alimentar-se de la sang de nens innocents (que succionava durant les nits), amb què obtenia la vida eterna; a més s'explica que practicaven amb ells macabres actes sexuals.
L'origen del seu poder no és del tot clar, però la majoria coincideix que es devia a un pacte amb el diable, cosa que encaixa perfectament amb la fèrria base cristiana de la seva nació d'origen.

## Llegenda

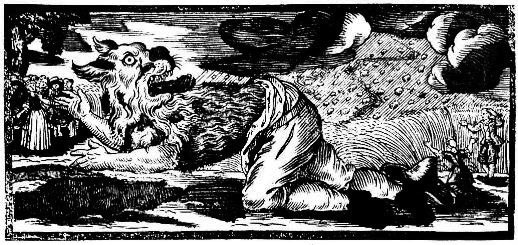
Segons es creu, l'origen de la creença del Galipote va tenir una forta inspiració en l'home llop europeu

Segons explica la llegenda, es tractava d'éssers cruels i violents que gaudien extraviant els caminants nocturns i espantant els desprevinguts. La del galipote és una llegenda que ha sobreviscut al pas del temps, almenys als llocs més recòndits de la República Dominicana, on encara avui es concedeixen actes a aquesta macabra criatura. Tan arrelada hi ha la llegenda que, en algunes zones del país, els caminants no surten a la nit sense amulets protectors o recitar algun conjur.

## Subtipus
Existeix la creença d'un galipote capaç de convertir-se exclusivament en gos, conegut com a lugaru (terme que sembla provenir del francès loup-garou, denominació emprada per al llegendari home llop o licàntrop). Això apunta que la llegenda del Galipote té una base europea (home llop), barrejada amb elements africans, en un rerefons cristià.
També es parla d'una altra subespècie coneguda com a zángano o zancú, caracteritzada per l'habilitat de caminar fent gambades (tan llargues com la distància entre un riu i un altre), capaços fins i tot de tornar-se invisibles.

## Vulnerabilitat
Segons la creença popular, el galipote només era vulnerable a una estaca provinent d'un arbre conegut com a pal de creu (Isidorea pungens), que havia de ser tallada específicament el Divendres Sant.